# Avicularia minatrix
Avicularia minatrix ist eine baumbewohnende Vogelspinnenart aus Venezuela. Der Holotyp (ein Weibchen) wurde in Duaca entdeckt. Sie wurde 1903 durch Reginald Innes Pocock beschrieben. Der Artname leitet sich vom lateinischen Begriff „minax“ (dt. „trotzig, drohend“) ab. Diese Art wird manchmal in Terrarien gehalten.

## Merkmale

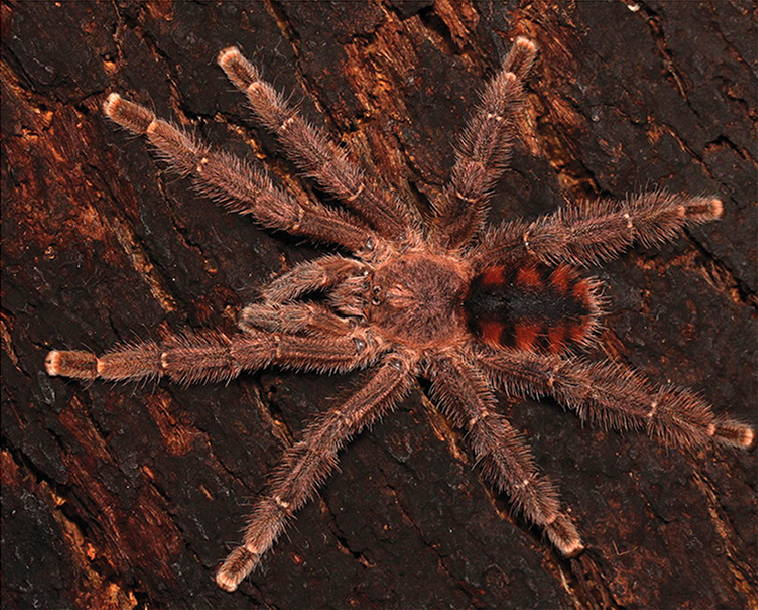
Avicularia minatrix, adultes Männchen

Der Holotyp hat eine Länge (von den Beißklauen bis zu den Spinnwarzen) von 3,3 Zentimetern. Die Art bleibt mit einer maximalen Körperlänge des Weibchens von bis vier Zentimetern im Vergleich zu anderen Avicularia-Arten sehr klein. Das Weibchen besitzt oliv-graue Haare mit einem rosafarbenen Schimmer auf dem Carapax und der Oberseite der Extremitäten. Der Carapax ist fast halb so lang wie ein Bein des dritten Laufbeinpaares. Auf der Oberseite der Tibien und Protarsen der Laufbeine haben sie eine starke und auffällige rosafarbene Behaarung. Die Behaarung ist bei den Patellen schwächer ausgebildet. Die Tarsen sind weniger rötlich gefärbt als die restlichen Glieder. Die Beine sind für Avicularia-Arten relativ kurz. Das hintere Laufbeinpaar ist das längste. Das Sternum, die Coxae und die Unterseite des Opisthosomas sind rußig schwarz. Das Opisthosoma ist wespenartig, rot und schwarz gemustert. Es läuft auf der Oberseite mittig ein schwarzer Streifen Richtung Spinnwarzen. Von diesem Streifen laufen in einem Winkel von 90 Grad seitlich weitere schwarze Streifen auf die Unterseite und bilden so auf jeder Seite fünf rote Fenster. Die seitlich verlaufenden Streifen sind beim Längsstreifen am schmalsten und werden, je weiter sie sich entfernen, immer breiter.
Das ausgewachsene Weibchen der Art sieht ähnlich aus wie die ersten Stadien von Avicularia avicularia.

## Lebensweise
Die Art ist baumbewohnend. Sie spinnt Nester in engen Röhren, vorzugsweise in den Trichtern von Bromelien oder Baumhöhlen. Ein Kokon enthält nur zwischen 30 und 40 Eier.